# 9 ق هـ
9 ق هـ هي السنة التاسعة السابقة للهجرة النبوية، وهي توافق ما بين سنتي 612 و613 حسب التقويم الميلادي، أي أنها بدأت في سنة 612م وانتهت في سنة 613م.